# Harrison Williams
Harrison Williams (né le 7 mars 1996) est un athlète américain, spécialiste du décathlon.

## Biographie
Sixième des championnats du monde juniors de 2014, il remporte l'année suivante la médaille d'or du décathlon lors  des championnats panaméricains juniors à Edmonton.
Il se classe troisième des championnats des États-Unis 2018 et 2019. Il prend part au décathlon des championnats du monde 2019 qu'il termine à la 14e place.
En juillet 2023, Harrison Williams devient champion des États-Unis à Eugene en portant son record personnel à 8 630 pts.

## Palmarès
| Date | Compétition           | Lieu     | Résultat | Épreuve   | Marque    |
| ---- | --------------------- | -------- | -------- | --------- | --------- |
| 2023 | Championnats du monde | Budapest | 7e       | Décathlon | 8 500 pts |
| 2024 | Jeux olympiques       | Paris    | 7e       | Décathlon | 8 538 pts |

### National
- Championnats des États-Unis
  - Décathlon : vainqueur en 2023